# 克萊蒙費朗主教座堂
克萊蒙費朗主教座堂（法語：Cathédrale Notre-Dame-de-l'Assomption de Clermont-Ferrand）是一座位於法國克萊蒙費朗的哥特式教堂。
克萊蒙費朗主教座堂是法國的國家紀念建築，也是天主教克萊蒙總教區的主教座堂。教堂完全由黑熔岩石修建，極為醒目。尖頂的高度達108米，是克萊蒙費朗最高的建築物。

## 外部連結
- Location of the cathedral （页面存档备份，存于）
- Video of the outside and inside of the cathedral （页面存档备份，存于）